# Granges-de-Plombières
Pour les articles homonymes, voir Granges.
Granges-de-Plombières est une ancienne commune du département des Vosges en région Grand Est. Elle fait partie de celle de Plombières-les-Bains depuis 1973, avec le statut de commune associée jusqu'en 1991.

## Toponymie

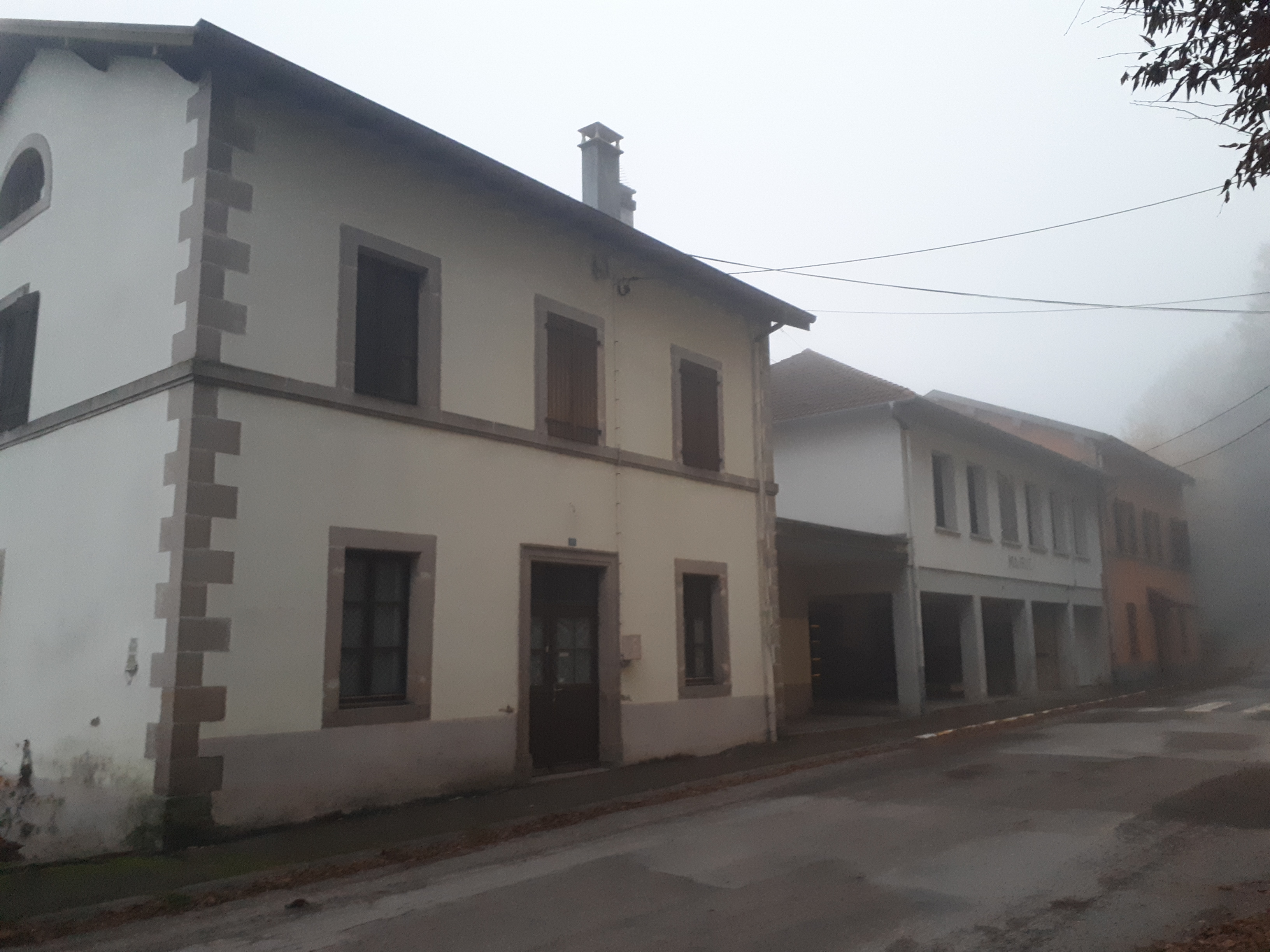
Ancienne mairie-école des Granges-de-Plombières.

Anciennes mentions : Les Granges près Plombières (1751), Granges de Plombières (1753), Les Granges de la Montagne ci-devant Granges de Plombières (an II).  

## Histoire
Dépendance du duché de Lorraine, la communauté des Granges-de-Plombières est séparée de celle du bourg de Plombières en 1732.
Le 1er janvier 1973, Granges-de-Plombières est rattachée à Plombières-les-Bains sous le régime de la fusion-association. Le 1er juin 1991, le rattachement de Granges-de-Plombières à Plombières-les-Bains est transformé en fusion simple.

## Démographie
| 1861  | 1866  | 1876  | 1881  | 1886  | 1891  | 1896  | 1901  | 1906  |
| ----- | ----- | ----- | ----- | ----- | ----- | ----- | ----- | ----- |
| 1 384 | 1 392 | 1 412 | 1 397 | 1 368 | 1 302 | 1 212 | 1 241 | 1 261 |

| 1911  | 1921  | 1926  | 1931 | 1936 | 1946 | 1954 | 1962 | 1968 |
| ----- | ----- | ----- | ---- | ---- | ---- | ---- | ---- | ---- |
| 1 258 | 1 011 | 1 001 | 969  | 925  | 881  | 872  | 840  | 889  |

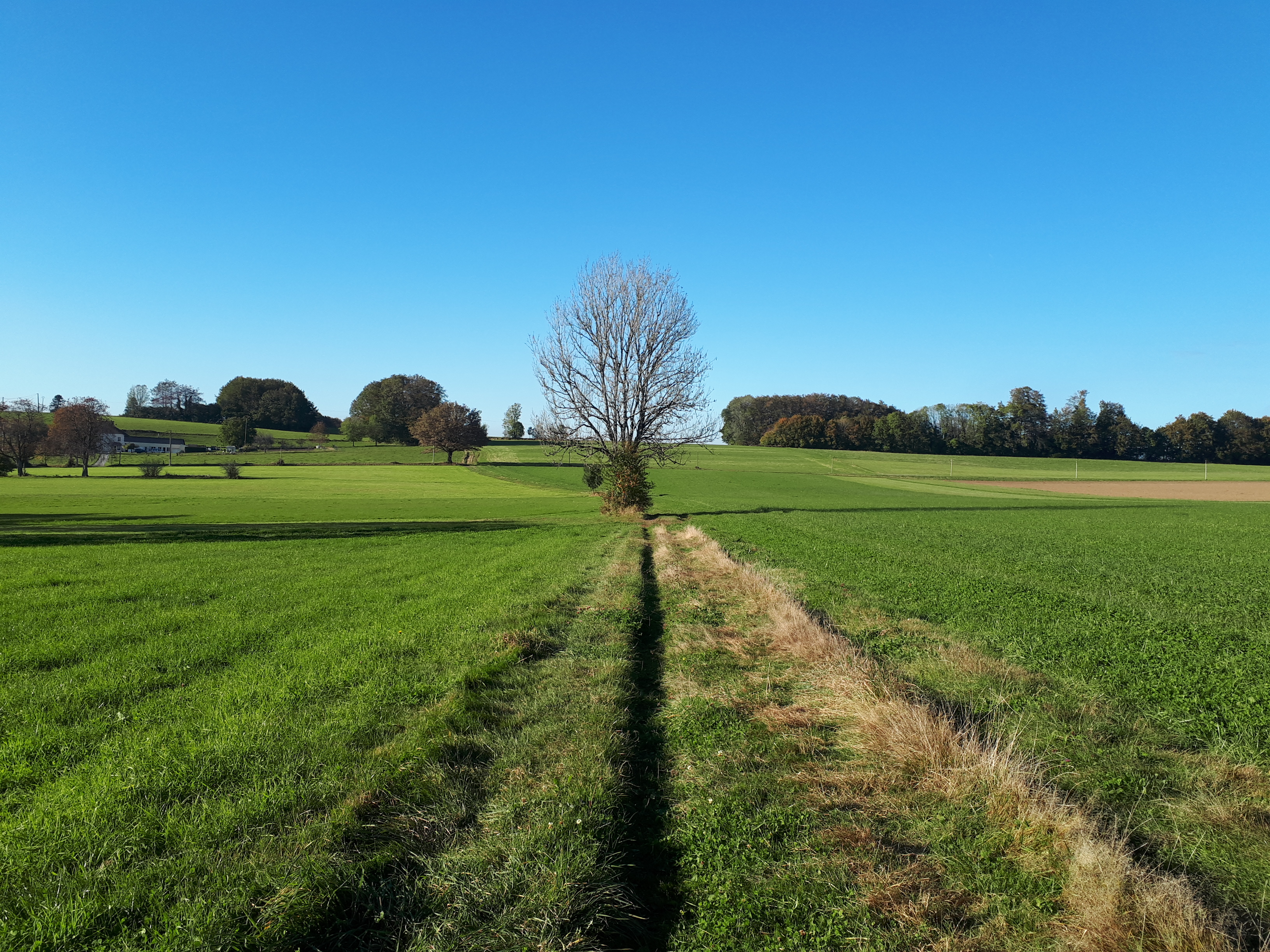
Environs du Gros Chêne aux Granges-de-Plombières.
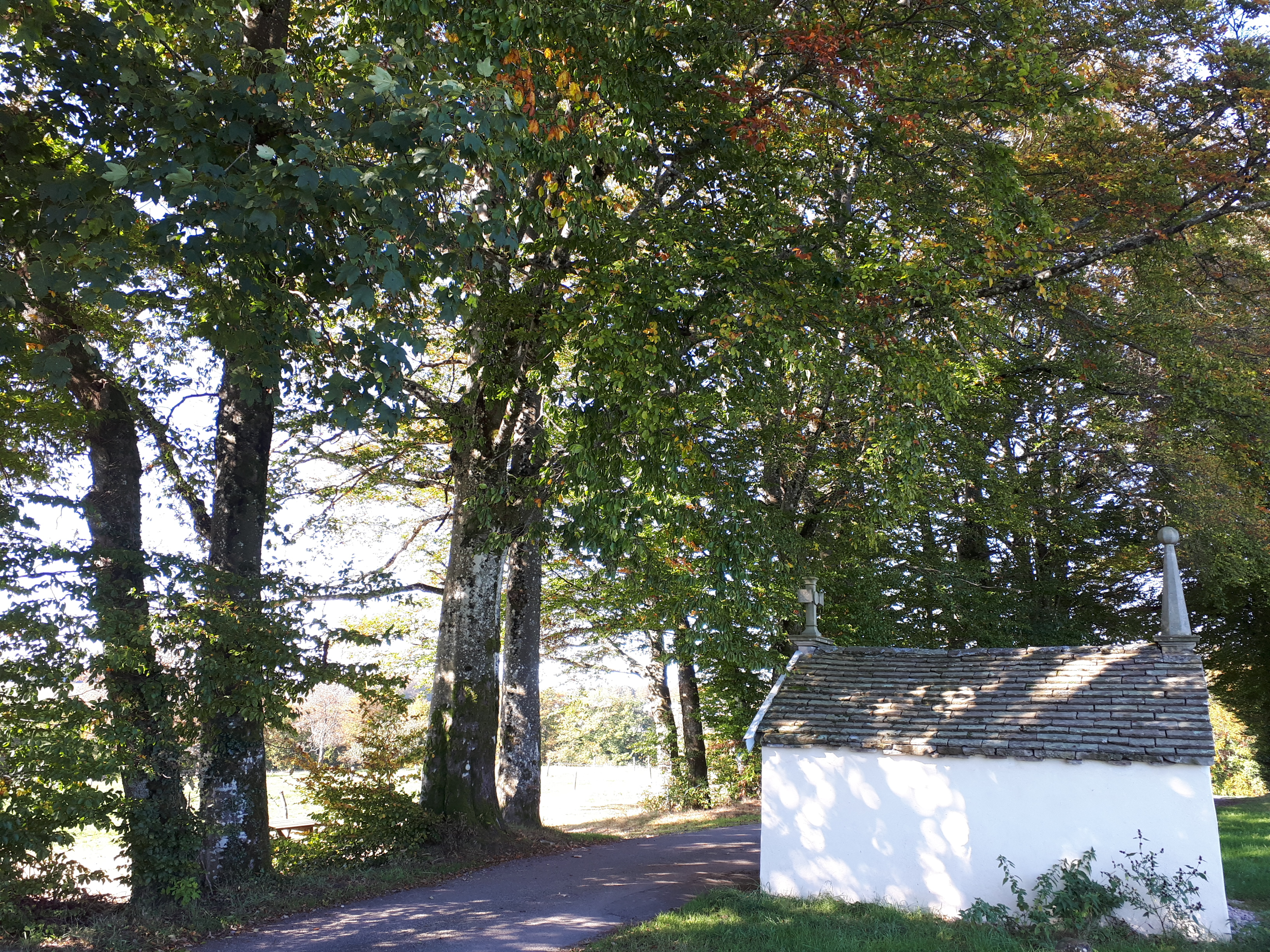
Chapelle Notre Dame des Champs aux Granges-de-Plombières.

## Pour approfondir